# Franciszek Wołowicz
Franciszek Wołowicz (ur. 4 października 1953 w Nowej Soli) – polski polityk, samorządowiec, poseł na Sejm IV kadencji.

## Życiorys
Ukończył w 1980 studia na Wydziale Nauk Społecznych Uniwersytetu im. Adama Mickiewicza w Poznaniu. Od 1976 do rozwiązania należał do Polskiej Zjednoczonej Partii Robotniczej. Od 1973 do połowy lat 90. pracował na różnych stanowiskach w przedsiębiorstwach w Nowej Soli, Głogowie i Lubsko. Następnie przez dwa lata prowadził zakład usług włókienniczych. W 1994 objął stanowisko zastępcy burmistrza miasta Żary, w 1998 został burmistrzem. Funkcję tę sprawował do 2001, gdy został wybrany na posła IV kadencji z okręgu zielonogórskiego z listy Sojuszu Lewicy Demokratycznej. W 2005 nie został ponownie wybrany; w 2006 uzyskał mandat radnego sejmiku lubuskiego, który złożył wkrótce po ślubowaniu wobec ponownego powołania na stanowisko zastępcy burmistrza w Żarach. W 2010 wybrany na radnego Żar, a w 2014 ponownie na radnego województwa. W listopadzie 2015 opuścił klub radnych SLD i został przewodniczącym nowo powołanego klubu radnych Lewica. W lutym 2016 klub ten przestał istnieć, a w następnym miesiącu Franciszek Wołowicz współtworzył klub Bezpartyjni Samorządowcy i wystąpił z SLD. W 2018 uzyskał mandat radnego powiatu żarskiego.
W 2000 otrzymał Złoty Krzyż Zasługi.